# Шайтанка (річка)
Шайта́нка — річка в Україні, права притока річки Мокрі Яли. Басейн Дніпра. Довжина 51 км. Площа водозбірного басейну 467 км². Похил 2,3 м/км. Долина балкового типу, завширшки 2 км. Заплава двостороння, шириною до 200 м. Річище слабовиражене, шириною до 5 м. Використовується на зрошування. Після весняного паводку річище перетворюється на ланцюг заплавних озер.
Бере початок біля с. Іванівка. Тече територією Волноваського, Великоновосілківського районів Донецької області.